# François Maillot (médecin)
Pour les articles homonymes, voir François Maillot (historien) et Maillot.
François Clément Maillot, né à Briey le 18 février 1804 et mort à Paris le 24 juillet 1894, est un médecin militaire français, actif au XIXe siècle.

## Biographie

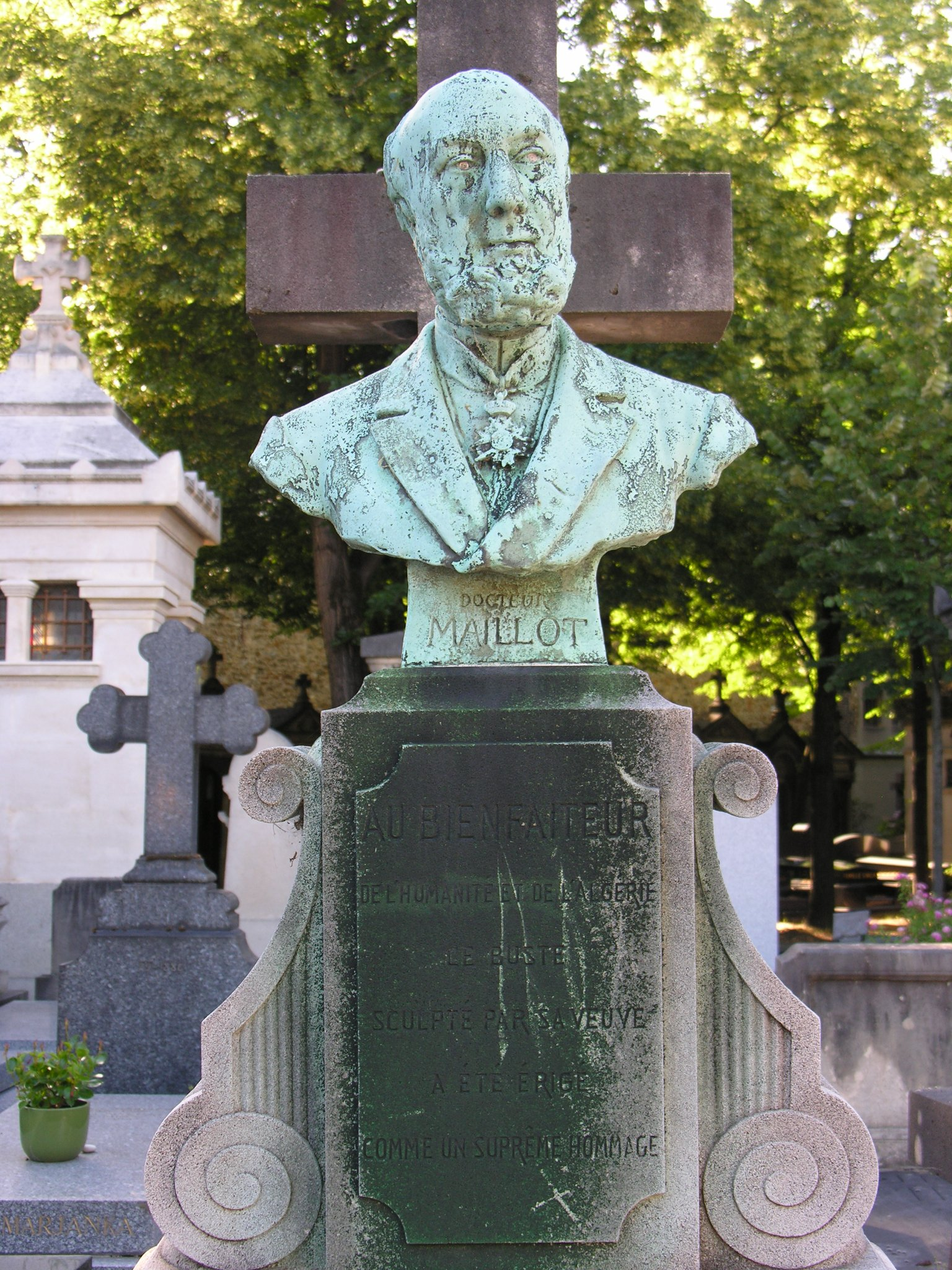
Sépulture au cimetière du Montparnasse.

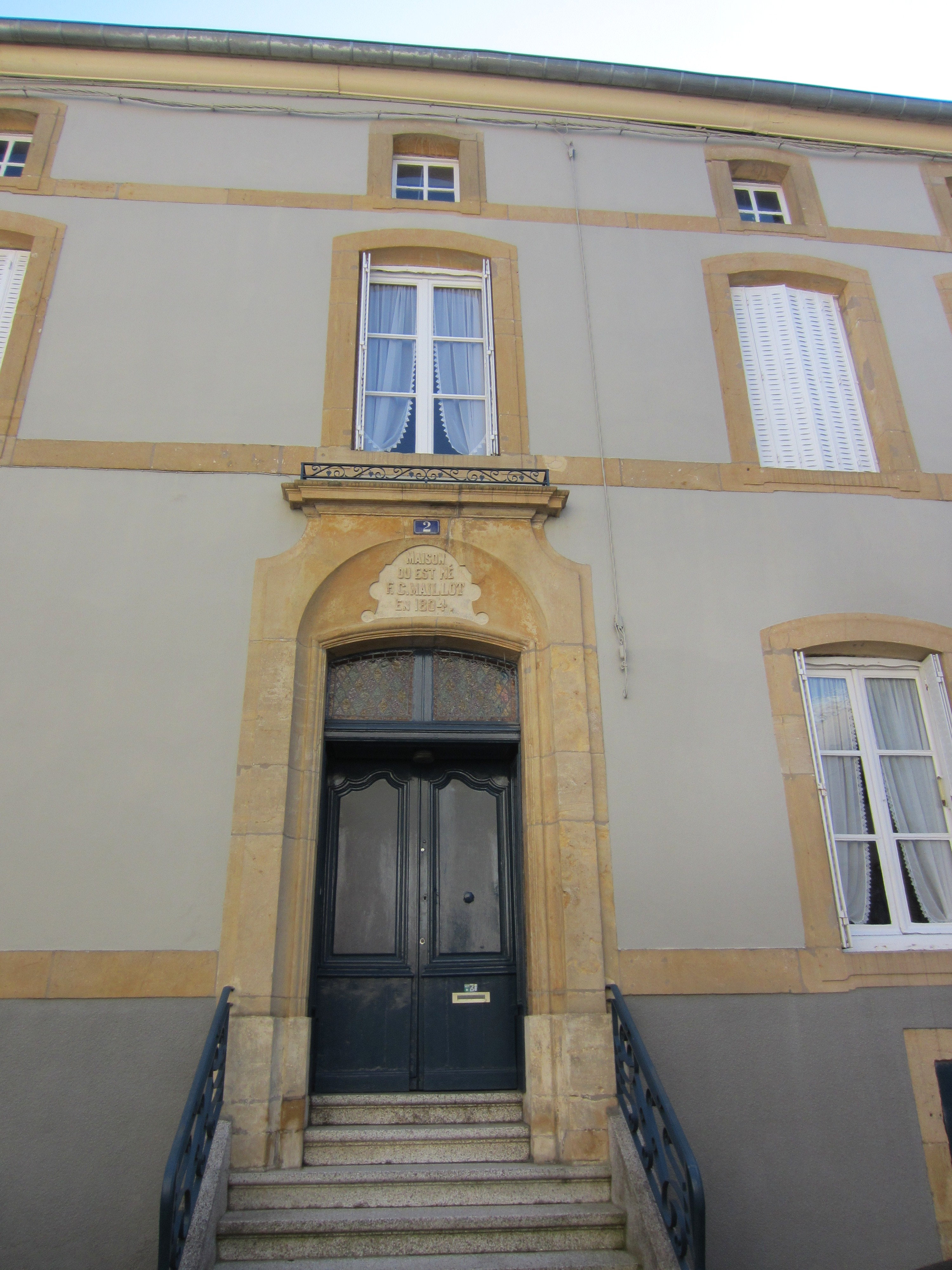
Maison natale de François Maillot.

François Clément Maillot naît à Briey, alors en Moselle, le 18 février 1804. Il fait ses études secondaires au lycée Fabert à Metz. Il entre ensuite à l’hôpital militaire du Fort Moselle, pour devenir médecin militaire. 
Après le Val-de-Grâce, il est promu médecin major à Metz. En 1832, Maillot est envoyé en Algérie, où le paludisme décime les troupes. Dès 1834, il fait appliquer aux soldats de l’armée d’Afrique un nouveau traitement, à base de sulfate de quinine. Les résultats sont immédiats : la mortalité des patients hospitalisés tombe de 33 % à 5 %. De retour en France, il est affecté à l’hôpital militaire d’instruction de Metz, en qualité de médecin ordinaire et de professeur. Il enseigne ensuite à l’école d’application du Val-de-Grâce. Promu médecin principal de première classe en 1852, puis médecin inspecteur, il est nommé en 1856 membre du Conseil de santé, dont il devient président le 26 août 1864. 
François Clément Maillot meurt le 24 juillet 1894 à Paris. Il repose au cimetière du Montparnasse (17e division).

## Hommages et postérité
La ville kabyle de M'Chedallah, dans la wilaya de Bouira, a porté autrefois le nom de Maillot.
Son nom a été donné à différents hôpitaux :
- l’hôpital militaire français François Maillot d'Alger, nommé hôpital du Drey avant la colonisation française, et renommé hôpital Mohamed Lamine Debaghine après l’indépendance de l’Algérie ;
- l’hôpital thermal des armées de Vichy, dans le département français de l'Allier, aujourd’hui désaffecté ;
- l’hôpital Maillot situé à Briey près de la Cité radieuse, dans le département français de Meurthe-et-Moselle, dépendant du centre hospitalier de Briey ;

Un timbre à son effigie a été émis en Algérie française en 1953.